# Ганс Галбан
Ганс Генріх фон Галбан (англ. Hans Heinrich von Halban, 24 січня 1908 — 28 листопада 1964) — французький фізик австрійсько-єврейського походження.

## Сім'я
По батьківській лінії походив від польських євреїв, які виїхали з Кракова до Відня у 1850-х роках. Його дід, Генріх Блюменшток, був високопоставленим чиновником імперії Габсбургів і був нобілітований імператором Францем Йосифом I у 1880-х роках, прийнявши ім'я Ріттер Генріх Блуменшток фон Гальбан. Згодом родина відмовилася від прізвища Блюменшток, як і від використання «фон» після Другої світової війни. Родина його матері походила з Богемії, а його прадід, Моріц фон Фіалка, був полковником під час австро-прусської війни 1866 року.
Попри те, що сім'я була навернена в католицизм, вона ніколи не дотримувалася релігійних обрядів. Ганс Гальбан був переконаним секуляристом.

## Освіта та дослідження
Ганс Гальбан народився в Лейпцигу та переїхав до Вюрцбурга, де його батько Ганс фон Галбан старший став професором фізичної хімії. Почав вивчати фізику у Франкфурті-на-Майні та закінчив докторські студії в Цюрихському університеті в грудні 1934 року.
Потім два роки працював з фізиком-ядерником з Нільсом Бором в Інституті фізики Копенгагенського університету. У співпраці з Отто Фрішем виявив, що важка вода має дуже низьке поглинання нейтронів порівняно зі звичайною водою.
У 1937 році Гальбана запросили приєднатися до команди Фредеріка Жоліо-Кюрі в Колеж де Франс у Парижі. До команди також входили Френсіс Перрен і Лью Коварскі. У 1939 році група виміряла середнє число нейтронів, випущених під час поділу ядер, і встановила можливість ядерних ланцюгових реакцій і виробництва ядерної енергії. У серпні група показала, що швидкість поділу оксиду урану збільшується при зануренні у звичайну воду.
Протягом того ж літа уряд Едуара Даладьє зміг придбати 185 кг важкої води з Norsk Hydro у Норвегії та таємно відправити її до Франції для використання командою Collège de France.

## Нещодавно знайдені документи
У 1940 році Джеймс Чедвік переслав роботу Гальбана та Лью Коварські з Кембриджа до Королівського товариства. Він попросив затримати газети, оскільки вони не підходять для публікації під час війни. У 2007 році товариство виявило документи під час перевірки своїх архівів.